# Metriocnemus alulatus
Metriocnemus alulatus är en tvåvingeart som först beskrevs av Maurice Emile Marie Goetghebuer 1934.  Metriocnemus alulatus ingår i släktet Metriocnemus och familjen fjädermyggor.
Artens utbredningsområde är Tyskland. Inga underarter finns listade i Catalogue of Life.